# Ferdecsőrű lile
A ferdecsőrű lile (Anarhynchus frontalis)  a madarak osztályának lilealakúak (Charadriiformes) rendjébe, ezen belül a lilefélék (Charadriidae) családjába tartozó Anarhynchus nem  egyetlen faja.

## Rendszerezése
A nemet és a fajt is Jean René Constant Quoy és Joseph Paul Gaimard írták le 1830-ban.

## Előfordulása
Új-Zéland köves folyópartjain fészkel, telelni a tengerpartra vonul. Természetes élőhelyei a édes vizű folyók és patakok környéke, valamint tengerpartok, szikes lagúnák.

## Megjelenése
Testhossza 21 centiméter, testtömege 60-71 gramm. Az egyetlen madárfaj melynek oldalirányban hajlott csőre van.
|  |

## Életmódja
A földön, kavicsok között keresgéli vízi rovarokból és gerinctelenekből álló táplálékát.

## Szaporodása
Fészkét kavicsok közé a csupasz földre rakja, fészekalja két tojásból áll.
|  |  |

## Természetvédelmi helyzete
Az elterjedési területe kicsi, egyedszáma 3000-3300 példány közötti és csökken. A Természetvédelmi Világszövetség Vörös listáján sebezhető fajként szerepel.